# Serranus auriga
Serranus auriga är en fiskart som först beskrevs av Cuvier 1829.  Serranus auriga ingår i släktet Serranus och familjen havsabborrfiskar. Inga underarter finns listade i Catalogue of Life.